# Idjena dammermani
Idjena dammermani is een hooiwagen uit de familie Podoctidae.